# The New Age
The New Age je sedmé studiové album americké bluesové skupiny Canned Heat, vydané v roce 1973. Jedná se o první album na kterém se podíleli kytarista James Shane a pianista Ed Beyer.

## Seznam skladeb
1. "Keep It Clean" (Bob Hite) - 2:46
2. "Harley Davidson Blues" (James Shane) - 2:38
3. "Don't Deceive Me" (Hite) - 3:12
4. "You Can Run, But You Sure Can't Hide" (Ed Beyer) - 3:15
5. "Lookin' for My Rainbow" (Shane) - 5:24
6. "Rock and Roll Music" (Hite) - 2:29
7. "Framed" (Jerry Leiber, Mike Stoller) - 5:07
8. "Election Blues" (Beyer) - 6:04
9. "So Long Wrong" (Shane) - 5:36

## Sestava

### Canned Heat
- Bob Hite – zpěv
- James Shane – rytmická kytara
- Henry Vestine– sólová kytara
- Richard Hite – baskytara
- Fito de la Parra – bicí
- Ed Beyer - piáno

### Hosté
- Clara Ward - zpěv v "Lookin' for My Rainbow"

### Produkce
- Skip Taylor - producent
- John Stronach - inženýr